# Up All Night
Up all night és el primer CD que el grup britànic i irlandès One Direction va publicar el 18 de novembre del 2011 a Irlanda i el 21 de novembre al Regne Unit.
Va ser un dels discos més venuts amb més d'un milió de còpies i venut arreu del món. Inclou 13 cançons, 15 a l'edició de luxe, essent una de les més conegudes i amb més premis "What Makes You Beautiful" dedicada a totes les "Directioners" que els segueixen.

## Llista de les cançons
1. «What Makes You Beautiful»: Escrita per Rami Yacoub, Carl Falk i Savan Kotecha
2. «Gotta Be You»: Escrita per Steve Mac i August Rigo
3. «One Thing»: Escrita per Rami Yacoub, Carl Falk i Savan Kotecha
4. «More Than This»: Escrita per Jamie Scott
5. «Up All Night»: Escrita per Savan Kotecha i Matt Squire
6. «I Wish»: Escrita per Rami Yacoub, Carl Falk i Savan Kotecha
7. «Tell Me a Lie»: Escrita per Kelly Clarkson, Tom Meredith i Shep Solomon
8. «Taken»: Escrita per Toby Gad, Lindy Robbins, Harry Styles, Liam Payne, Louis Tomlinson, Niall Horan i Zayn Malik
9. «I Want»: Escrita per Tom Fletcher
10. «Everything About You»: Escrita per Steve Robson, Louis Hernandez, Wayne Hector, Harry Styles, Liam Payne, Louis Tomlinson, Niall Horan i Zayn Mailk
11. «Same Mistakes»: Escrita per Steve Robson, Wayne Hector, Harry Styles, Liam Payne, Louis Tomlinson, Niall Horan i Zayn Malik
12. «Save You Tonight»: Escrita per RedOne, BeatGeek, Jimmy Joker, Teddy Sky, AJ Junior, Alaina Beaton i Savan Kotecha
13. «Stole My Heart»: Escrita per Jaime Scott i Paul Meehan

A l'Edició de luxe
1. «Stand Up»: Escrita per Roy Stride i Josh Wilkinson
2. «Moments»: Escrita per Ed Sheeran i Si Hulbert

Aquest va ser el primer àlbum i el següent que han publicat es coneix amb el nom de "Take Me Home".